# Гомулка, Владислав
Влади́слав Гому́лка (пол. Władysław Gomułka; (партийный псевдоним Веслав), 6 февраля 1905, Бялобжеги, пригород Кросно, Королевство Галиции и Лодомерии, Австро-Венгрия — 1 сентября 1982, Варшава, ПНР) — польский партийный и государственный деятель, генеральный секретарь ЦК Польской рабочей партии в 1943—1948, первый секретарь ЦК Польской объединённой рабочей партии (ПОРП) в 1956—1970.

## Начальная биография
Родился в семье польского рабочего-социалиста Яна Гомулки (1873—1941) и Кунегунды, урождённой Базан (1872—1954). Получил только начальное и профессиональное образование, с 1922 работал слесарем и механиком. С того же 1922 был активным участником молодёжной организации Польской социалистической партии, в 1926—1929 был одним из руководителей профсоюза рабочих химической промышленности (в 1924 был уволен с работы на нефтеперерабатывающем заводе в Кросно за организацию забастовки, арестовывался за агитацию на первомайском митинге, в 1926 организовал забастовку на нефтяных предприятиях Дрогобыча, за что был арестован). В конце 1926 вступил в Коммунистическую партию Польши, с 1929 — член ЦК и генерального секретариата партии ППС—левица , был активным членом Профсоюза химиков Верхней Силезии. В 1930 по поручению КПП стал соучредителем, а затем и возглавил Национальный союз работников химической промышленности. В 1930 нелегально ездил на конгресс Профинтерна в Москву.
В 1932 при организации забастовки в Лодзи получил тяжёлое огнестрельное ранение, в результате которого у него случился парез ноги и был арестован. За участие в подпольной коммунистической организации и попытку «насильственно изменить политическую систему польского государства» был осуждён на 4 года тюремного заключения. Отбыл половину срока и был освобождён по болезни и нелегально уехал в СССР. В 1934—1935 лечился в Крыму, затем учился в Международной ленинской школе в Москве, где одновременно прошёл первичную военную подготовку.
После возвращения в Польшу стал профессиональным революционером, работая в глубоком подполье. Жил в Хожуве, возглавлял партийную организацию Верхней Силезии. Неоднократно арестовывался в связи с участием в политических демонстрациях или в качестве меры пресечения. В 1936 был приговорён к 4,5 годам лишения свободы за «подготовку государственных преступлений».

## Военный период
В преддверии немецкой агрессии 1939 года подал заявление о зачислении добровольцем в армию (заявление было отклонено). После начала войны был освобождён, в ходе обороны Варшавы, вместе с другими коммунистами из варшавской организации защищал столицу в рядах сформированной из добровольцев рабочей бригады обороны Варшавы, после капитуляции гарнизона бежал в Белосток, в советскую зону оккупации. В 1940 переехал во Львов, где стал начальником цеха по производству тетрадей на заводе. В 1941 году стал членом ВКП(б).
После начала Великой Отечественной войны, зимой 1941—1942 переехал в Подкарпатье, где стал активным членом движения Сопротивления и вступил в Польскую рабочую партию (ПРП). Основал подпольные ячейки в Подкарпатье, а с июля 1942 — в Варшаве.
В июле 1942 вошёл в ЦК ПРП, в августе-декабре был первым секретарем Варшавского комитета ПРП, с августа также секретарь Варшавского воеводского комитета, с сентября — член Временного ЦК партии.
После гибели первого секретаря ЦК ПРП Марцелия Новотко в ноябре 1942, был среди нескольких членов ЦК, в декабре 1942 вынесших партийным судом смертный приговор командиру Гвардии Людовой Болеславу Молоецу, взявшему на себя руководство партией, как ответственному за смерть Новотко.
В январе 1943 года был избран членом руководства ППР вместе с П. Финдером,  возглавившим партию  и Ф. Юзвяком, начальником штаба Армии Людовой и Гвардии Людовой. В феврале 1943 от имени руководства ПНР вёл безуспешные переговоры с представителями польской правительственной делегации в Лондоне.
С 23 ноября 1943 — генеральный секретарь ПРП (был избран на альтернативных выборах). Автор основных партийных программных документов, в том числе брошюры «За что мы боремся?», изданной в 1943 году, инициатор создания подпольных органов власти, альтернативных «подпольному государству».  После вступления советских войск на территорию Польши в июле 1944 прибыл в Люблин, где вошёл в состав Польского комитета национального освобождения. Инициатор создания Крайовой Рады Народовой, которая тогда была ориентирована на политическую линию «единого фронта» (без предварительного согласия Москвы). Создание КРН также было связано с конфликтом Гомулки с Б. Берутом. Гомулка считал, что ключевым вопросом для коммунистов в Польше является получение подлинной социальной поддержки (попытки переговоров с левыми социалистами из Рабочей партии польских социалистов (РППС) и крестьянами с целью включения их в КРН и даже идея ликвидации КРН с целью присоединения к объединению, созданному народниками и РППС, «Центру демократических, социалистических и синдикалистских партий»). Берут же считал самым важным ввод Красной Армии на территорию Польши и поддержку ею политических перемен, поскольку тогда ПРП основной политической силой. Конфликт разрешился в Москве, в Коминтерне, в пользу Берута.

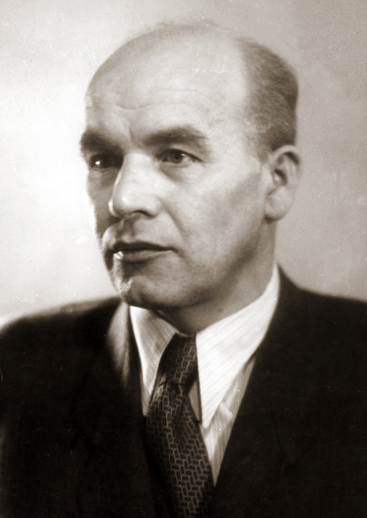
1947

## Послевоенный период
С декабря 1944 — первый заместитель премьер-министра и министр по делам возвращённых территорий. Гомулку называли «маленьким Сталиным» за его рвение в насаждении советских порядков в Польше. Вместе с тем он представлял те силы в стране, которые считали, что правление должно основываться на более широкой политической базе. Он считал, что репрессии сами по себе не смогут заменить общественную поддержку нового правительства, что в Польше можно построить социализм без диктатуры пролетариата, террора и уничтожения существующих социальных структур. Он допускал существование оппозиции, но только такой, которая не отрицает новую систему. В речи 18 июня 1945 года, адресованной представителям Польской народной партии, он заявил: «Не обижайтесь, господа, что мы предлагаем вам только те места в правительстве, которые сами считаем возможными. Мы — хозяева… Мы никогда не откажемся от завоеванной власти… Мы без колебаний уничтожим всех реакционных бандитов. Вы ещё можете кричать, что льется кровь польского народа, что НКВД правит Польшей, но это нас не отвернёт». В то же время он неоднократно критиковал действия советских органов безопасности в послевоенной Польше, заявляя, например: «В Польше советские власти не могут проводить обыски или аресты. …Мы должны потребовать, чтобы это прекратилось и люди были освобождены. Это наш суверенитет».
В 1947 году по предложению ВКП(б) была созвана конференция девяти европейских коммунистических партий, на которой был создан Коминформ как центр координации деятельности коммунистических партий. Польская сторона была удивлена этим решением, а Гомулка, который критически относился к этой инициативе и не хотел создания нового Коминтерна, который был бы руководящей структурой над национальными коммунистическими партиями, пригрозил уйти в отставку. В конечном итоге он согласился с советской концепцией и, принимая установленные на конференции цели международной и внутренней политики, отстаивал лишь специфику польского пути. Однако он возражал против того, чтобы Варшава стала местом расположения новой структуры.
Был сторонником объединения ППР и Социалистической партии. Он хотел, чтобы в результате объединения была создана партия, которая имела бы расширенную базу общественной поддержки.
Также был противником репрессий против Коммунистической партии Югославии по указанию И. В. Сталина. Безуспешно попытался выступить посредником в конфликте между Москвой и Белградом. На пленуме ЦК ППР, проведённом в его отсутствие 6-7 июля 1948 года было объявлено об ужесточении внутреннего курса и полностью поддержаны решения Коминформа, при этом подвергнуты критике тезисы Гомулки относительно традиций польского рабочего движения. 14 августа состоялось заседание политбюро, на котором Гомулка был отстранен от должности генерального секретаря (его преемником был избран Болеслав Берут). 15 августа была принята резолюция «О правом националистическом уклоне». 31 августа — 2 сентября 1948 состоялся пленум ЦК ППР, на котором он был подвергнут жёсткой критике за свои взгляды. После выступления с самокритикой, которую ЦК счёл «удовлетворительной», он был оставлен членом политбюро (однако в его заседаниях не участвовал). Он выступил также на объединительном съезде ППР и ППС, где была создана Польская объединенная рабочая партия, не согласившись с прозвучавшими с трибуны обвинениями в предательстве интересов рабочего класса. Называя себя интернационалистом, он заявлял, что необходимо бороться не только с национализмом, но и с космополитизмом и национальным нигилизмом. На съезде он не был избран членом политбюро. В январе 1949 был снят со всех государственных постов, в марте назначен заместителем председателя Верховной контрольной палаты. В ноябре того же года на III-м пленуме ЦК снова подвергнут критике (Б. Берут обвинил его, в частности, во внедрении в ПРП во время войны людей, которые были агентами польской контрразведки и политической полиции). Тогда же назначен директором Отделения социального страхования в Варшаве.
2 августа 1951, находясь в отпуске, был арестован вместе с женой, осенью исключён из ПОРП. В ходе следствия ему были предъявлены такие обвинения, как государственная измена, сотрудничество с иностранной разведкой, шпионаж и т. д. В ходе следствия от него не удалось получить показаний, которые можно было бы использовать в обвинительном заключении, и он не был морально или физически сломан. Историки расходятся во мнениях, почему показательный суд над ним в конечном итоге не состоялся. Одни утверждают, что задержка следствия была связана с позицией самого Гомулки, другие — что подействовала угроза Гомулки раскрыть некоторые скандальные подробности создания и деятельности партии, третьи — что сам Б. Берут не торопился с судом, поскольку всерьёз опасался, что его могут судить следующим.
С конца 1954 года на партсовещаниях зазвучали требования разъяснить историю с арестом, вменяемым обвинениям и показаниями Гомулки. В результате 13 декабря 1954 он был освобождён. 6 апреля 1956 года тогдашний первый секретарь ПОРП Эдвард Охаб сообщил о реабилитации Гомулки и снятии с него обвинений во враждебной деятельности, сохранив при этом критическую оценку его политических взглядов. Однако он по-прежнему не отказывался от своих взглядов. 1 августа политбюро приняло решение восстановить его в партии. В том же месяце отдельные фракции в руководстве ПОРП предлагали ему должность премьер-министра, которую он последовательно отвергал, давая понять, что заинтересован только в возвращении на должность лидера партии. 12 октября его пригласили на заседание политбюро, где он представил критический анализ политической и экономической ситуации в Польше, в частности, заявив: «Вы можете управлять нацией, потеряв её доверие, с помощью штыков, но тот, кто осознаёт такую возможность, осознаёт и потерю всего. Мы не можем вернуться к старым методам». Решениями VIII-го пленума ЦК ПОРП 19 октября 1956 он был кооптирован в ЦК, а 21 октября избран первым секретарём ЦК ПОРП.

## На посту главы партии
После драматических октябрьских переговоров с руководством СССР ему удалось добиться возвращения советских войск, направлявшихся в Варшаву, на свои базы и частичного согласия властей Советского Союза на умеренные реформы. Его возвращение во власть и первые действия вызвали в Польше широкую общественную поддержку и энтузиазм.
В начальный период своего правления проводил политику умеренных реформ (так называемую «гомулковскую оттепель»), которая сопровождалась деколлективизацией сельского хозяйства,  повышением жизненного уровня населения, улучшением отношений с католической церковью, некоторую либерализацию и отсутствие жесткой цензуры, первыми попытками получить от Германии подтверждение границы по Одеру и Нейсе.
Сторонники Гомулки изначально составляли меньшинство в партийном аппарате. Это заставило его лавировать между поддержкой «ревизионистов» («пулавяне») и догматиков («натолинцы»). Вскоре он осудил «ревизионистов»: «Грипп, даже в самых тяжелых его проявлениях, не лечится туберкулезом. Догматизм не излечивается ревизионизмом. Ревизионистский туберкулез может только усилить догматический грипп». Ему пришлось добиваться поддержки партийного аппарата, где «натолинцы» имели большинство, даже ценой снижения своей популярности в обществе.
1 ноября 1956 во время встречи с Н. С. Хрущёвым он решительно выступил против ввода Советской Армии в Венгрию, а в мае 1957 активно защищал Имре Надя и его группу.
17 декабря 1956 было подписано польско-советское соглашение о правовом статусе советских войск, временно дислоцированных в Польше, что стало прецедентом в социалистических странах и положило конец бездоговорному пребыванию советских войск в Польше. Предполагалось, среди прочего, что размещение этих войск не могло нарушить суверенитет ПНР и не могло привести к вмешательству во внутренние дела Польши. Соглашение стало основой для других соглашений, которые регулировали вопросы ограничения численности дислоцированных войск, правил передвижения советских частей по территории страны после их предварительного уведомления польских властей, правила проведения учений (с участием польских наблюдателей), компенсация убытков, понесённых в связи с учениями, и плата за содержание военных баз. В марте 1957 года ПНР заключила с СССР договор о репатриации, в результате которого к концу 1958 года в Польшу вернулись 224 тысячи человек; также в страну переправили около 2000 поляков, заключённых в СССР.
Стал идеологом «польского пути к социализму», предусматривавшего пересмотр аграрной политики (допущение частного сектора), нормализацию отношений с католической церковью, развитие рабочего самоуправления и либерализм в вопросах культуры, который был принят как партийный курс и реализовывался в ПНР до 1980-х годов.
В начале своего правления он допустил роспуск сельскохозяйственных кооперативов (часто основанных под давлением во времена сталинизма). Было решено, что отдельные крестьянские хозяйства не противоречат общей доктрине социализма. При этом сохранялась административная система обязательных поставок сельскохозяйственной продукции отдельными фермерами и разветвлённая контрактная система, обуславливающая доступ фермеров к средствам производства, от поставки сельскохозяйственной продукции до её закупки. В 1960-е годы началось строительство химических заводов сельскохозяйственного назначения, что в дальнейшем привело к значительному прогрессу в производстве минеральных удобрений и химизации сельскохозяйственного производства. Началось расширение и модернизация сельскохозяйственного машиностроения.
На заседании политбюро ЦК КПСС 10 ноября 1966 Ю. В. Андропов, среди прочего, отмечал: «недавно Гомулка сказал, что ленинское учение о коллективизации, видите ли, не подходит для поляков».
Депутат Сейма ПНР в 1957—1972 и член Госсовета ПНР в 1957—1971.
В 1959 и 1961 в его отношении были предприняты две попытки покушений польским террористом Станиславом Яросом (в первом случае — во время визита в страну Н. С. Хрущёва).

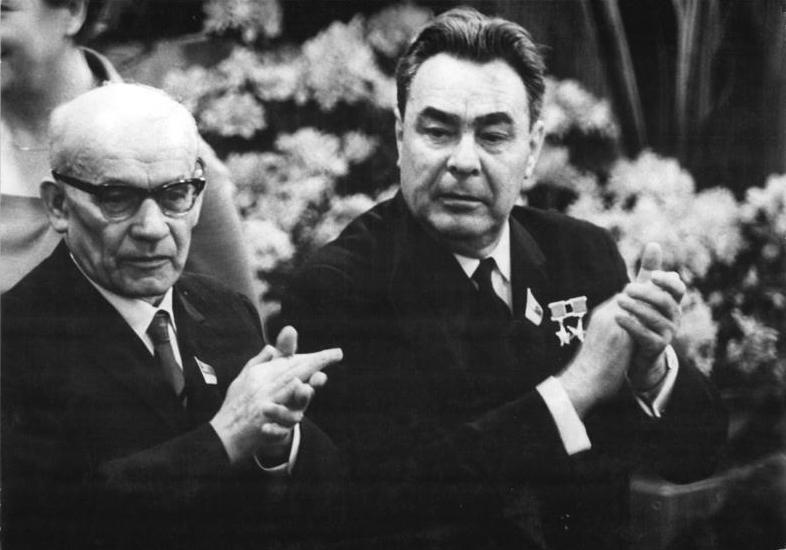
Гомулка и Брежнев

## Политический кризис 1968 года. Антисемитская кампания
Знаковым явлением для польской общественно-политической жизни стала победа Израиля в Шестидневной войне летом 1967 года. Со стороны части интеллигенции, в том числе нееврейской, звучало показательное, местами открытое одобрение этого события (которое воспринималось прежде всего как поражение Советского Союза). На антисоветские проявления в Польше обратил внимание генеральный секретарь ЦК КПСС Л. И. Брежнев, который в беседе с Гомулкой 9 июня 1967 года на совещании руководителей коммунистических партий социалистических стран в Москве заявил о необходимости осуществлять «активную кадровую политику» в ПОРП. Гомулка дал обещание разобраться с «сионистской пятой колонной», но при этом отметил, что в партии много хороших евреев.
19 июня в своей речи на VI конгрессе профсоюзов В. Гомулка назвал недопустимым поддержку гражданами Польши Израиля, окрестил (теперь уже публично) евреев страны «пятой колонной» (в печати этот фрагмент не был опубликован). Таким образом он дал старт масштабной антисемитской кампании, которая силами партии, МВД и органов госбезопасности продолжалась до апреля 1968 года. Практиковались массовые увольнения «оппозиционных» кадров, в СМИ публиковались разоблачительные материалы об их «сионистской деятельности». От преследований страдали и граждане польской национальности.
Между тем сам Гомулка, который по убеждениям не был антисемитом, не планировал придавать «борьбе с сионизмом» организованный характер, а хотел лишь послать сигнал оппозиции о необходимости прекратить антипартийные высказывания. В то же время он находился под давлением внутрипартийной оппозиции в лице фракции «партизан» во главе с М. Мочаром, выступавшей с националистических позиций. «Партизаны», развернувшие подковёрную борьбу за власть с более старшим поколением партийцев (к которым принадлежал Гомулка), разжигали антисемитскую кампанию с целью зачистить партию от либеральных, «ревизионистских» деятелей. Связным между группой и Гомулкой выступал неофициальный второй секретарь ЦК ПОРП З. Клишко, убеждавший первого секретаря организовать чистки и в вооружённых силах. Под контролем оппозиции находились МВД и спецслужбы, принявшие в кампании самое активное участие.
Зимой-весной 1968 года политическая ситуация в стране заметно накалилась. Ещё в январе 1968 министерство культуры по причине «антисоветской направленности» запретило к постановке спектакль «Дзяды» (по произведению А. Мицкевича) в варшавском Национальном театре (режиссёр К. Деймек). 30 января группа студентов Варшавского университета, присутствуя на последнем представлении перед запретом, выкрикивала лозунги против цензуры, а после устроила демонстрацию у памятника Мицкевичу, которая была разогнана милицией. Цензуру в резких формулировках осудило варшавское отделение Союза польских писателей.
4 марта из Варшавского университета были исключены А. Михник и Х. Шляйфер, которые предали огласке факт выхода из ПОРП двух профессоров университета. 8 марта Я. Куронь организовал у стен вуза митинг в поддержку Михника и Шляйфера (присутствовало несколько сот человек), который был также разогнан милицией. 9 и 13 марта в Варшаве прошли крупные студенческие митинги против цензуры и в защиту задержанных, и на этот раз жёстко пресечённые милиционерами. Развязкой варшавских событий стал захват студентами здания Политехнического университета в столице. Среди лозунгов теперь звучали и требования бытового характера — относительно повышения уровня жизни студентов и учебного процесса. Горком партии был вынужден пойти на переговоры с протестующими. Заместитель прокурора города дал им гарантии безопасности, после чего работа вуза возобновилась.
В марте и апреле 1968 года демонстрации имели место по всей стране, причём большинство участников составляли молодые рабочие, которые имели общую социальную базу со студентами. Было арестовано 2732 человека, из вузов исключили около 1500 студентов.
В конце концов весной 1968 года критика «сионистов» на партактивах вылилась в стихийное выражение недовольства населения. Упомянутые партийные собрания зачастую скатывались в беспорядочную критику и самокритику, приобретали характер партийного самосуда. Нарастали антиноменклатурные настроения в обществе: так, 2 апреля 1968 года коллектив завода им. Каспшака публично выразил недоверие члену политбюро ЦК ПОРП, вице-премьеру Е. Ширу, которого заподозрил в оппозиционных настроениях. Из партии в ответ на действия властей вышел ряд её членов. Таким образом, антисемитская кампания переросла в масштабный политический кризис.
Начался новый виток чистки партийных кадров: в апреле 1968 года в отставку ушли председатель Госсовета ПНР Э. Охаб, министр иностранных дел А. Рапацкий (подал заявление об уходе в знак протеста против перестановок в МИД), министр обороны М. Спыхальский. В марте-мае 1968 года было уволено 483 госслужащих, 114 журналистов, 15 профессоров только Варшавского университета. На V съезде ПОРП (проходил в ноябре 1968 года) в состав партийных органов не было переизбрано 82 человека.
События 1968 года вскрыли глубокие политические и социально-экономические противоречия в польском обществе. Ознаменовав отход от «оттепели» 1956 года, кризис подорвал не только авторитет высшего руководства партии и лично В. Гомулки, но и приверженность населения идеям социализма; проложил дорогу радикальной демократической оппозиции режиму. В 1968—1969 годах из Польши эмигрировало до 15 000 евреев.
Вскоре Гомулке удалось нормализовать обстановку в стране (официально прекратив антисемитскую кампанию в апреле 1968 года), вернуть контроль над партией, добившись некоторого ослабления фракции «партизан» (их лидер М. Мочар на V съезде ПОРП в ноябре 1968 года не был избран в политбюро, оставил пост министра внутренних дел и был избран секретарём ЦК), однако он уже не располагал доверием населения. Неожиданно выдвинулся первый секретарь обкома партии в Катовице Э. Герек, который сумел удержать ситуацию в воеводстве под личным контролем. 19 марта на митинге в Варшаве, где Гомулка заявил о необходимости уехать из страны сторонникам Израиля, зал спонтанно скандировал имя Герека, что изрядно напугало последнего и вынудило заверять Гомулку в своей лояльности.
Гомулка был активным сторонником вооруженной интервенции стран Варшавского договора в Чехословакию в 1968 году, считая, что прозападная и прогерманская политика властей Чехословакии поставит под угрозу политику Варшавы по принуждению Западной Германии признать границу Польши по Одеру и Нейсе (договор о границе был подписан 7 декабря 1970). Он критиковал власти СССР за «нерасторопность» в решении «чехословацкого вопроса».

## Отставка. Последние годы
30 ноября 1970 года на очередном заседании политбюро ЦК ПОРП было принято решение о повышении закупочных цен на продовольствие в среднем на 23 процента, промтовары и строительные материалы – на 30 процентов,  — с целью борьбы с товарным дефицитом. Население устроило погромы. В результате ожесточённых схваток в период с 15 по 17 декабря погибли 42 гражданских (некоторые в протестах не участвовали), 2 сотрудника милиции и 1 солдат. 1164 человека, в том числе несколько сотен военных и сотрудников милиции, получили ранения различной степени тяжести. В 1970 году, вследствие массовых протестов рабочих и начавшихся столкновений с органами правопорядка, у Гомулки 18 декабря произошёл сердечный приступ. Уже через 2 дня на внеочередном пленуме ЦК ПОРП он был смещён с должности по состоянию здоровья и отправлен на пенсию. На должность генерального секретаря был избран Эдвард Герек.
Находясь на пенсии, Гомулка в 1971 и 1972 годах присылал в ЦК ПОРП письма с критикой экономической и социальной политики новой власти, однако они были проигнорированы. Касаясь декабрьских событий, он писал: «Я придерживался мнения,  что в случае грубых нарушений общественного порядка, расправы над милиционерами, поджога общественных зданий и т.д., против нападающих должно применяться оружие, причем стрелять нужно по ногам. Для поддержания общественного порядка власти в таких случаях должны применять насильственные средства, в том числе применение огнестрельного оружия. Это вполне оправдано и законно… Если когда-то удалось свергнуть партийное руководство посредством уличного давления, что было полностью оправдано новым руководством, то был создан прецедент на будущее, более опасный, чем кажется». Дважды, в 1974 и 1979, избирался членом верховного совета Союза борцов за свободу и демократию.
После ухода с поста первого секретаря ЦК ПОРП ему был предоставлен дом, принадлежавший канцелярии Совета Министров, в Констанцине. 1 сентября 1982 года он скончался от рака лёгких и был похоронен на кладбище «Воинское Повонзки». На похоронах присутствовало всё руководство страны, в частности, первый секретарь ЦК ПОРП, председатель Совета министров генерал армии Войцех Ярузельский, председатель Государственного совета Генрик Яблоньский, маршал Сейма ПНР Станислав Гуцва.
Его мемуары, описывающие период до 1945 года, в двух томах, были опубликованы в 1994 году.

## Личная жизнь
С 1928 года состоял в отношениях с Ливой Сокен (1902—1986), польской активисткой коммунистической партии еврейского происхождения, с которой он познакомился во время своей профсоюзной деятельности в том же году в Заверце. Они официально поженились 21 апреля 1951 года, ещё до его ареста.
В 1930 году в семье родился сын Рышард (в 1970 году — заместитель министра внешней торговли и экономики), который позже взял фамилию «Стшелецкий-Гомулка». Второй сын умер в детстве. В 1932—1944 годах Рышард находился под опекой бабушки и дедушки из-за тюремного заключения и подпольной работы родителей. Он был членом правления архива Фонда исторической документации ПНР.
В 1961 году сестра В. Гомулки, Людвика Пачоса (1909 г.р.), погибла во время пожара в Кросно.

## Личные характеристики
Считался чрезвычайно бережливым человеком, особенно по сравнению с другими влиятельными политиками и самым трудолюбивым из первых секретарей. Славился своими длинными речами.
По мнению историка Ежи Эйслера, «Гомулка был силен не благодаря поддержке поляков, потому что, скажем честно, он в ней не нуждался. Он нуждался — как и любой коммунистический правитель — в поддержке Москвы… Это был не какой-нибудь „гауляйтер“ Польши, которого можно было вызвать в Кремль и осмотреть сверху донизу, как Сталин обращался с Берутом… Стоит задуматься, где бы мы были сегодня, если бы не решительность Гомулки в переговорах о польской границе по реке Ныса».
Адам Михник: «В целом я отношусь к нему критично… Но я никогда не забуду, что в 1956 году он был национальным героем. Что после него такой популярностью в стране пользовались только Войтыла и Валенса. И никто другой. (…) Он не был глупым человеком. Это определённо не был „космополит“. (…) Я всегда думал, что Гомулка уникален.»
Ян Ольшевский: «Это была странная личность, имевшая… элемент определённой надёжности и личной честности. Он, несомненно, был коммунистом, он почти идеально воплощал коммунистическую среду. И в то же время было в нём что-то от естественной цельности польского крестьянина. …Это был серьёзный человек, действительно веривший в то, что говорил… В любом случае он не был обычным человеком.»
Войцех Ярузельский: «…При всех своих недостатках и грубостях, при всех допущенных ошибках он был ярым патриотом, бесконечно преданным Польше …Некоторые личные качества Гомулки бросают тень на его образ… Я имею в виду культурную необразованность, вспыльчивость, властность, усиливающуюся с возрастом. …Гомулка не был мелочным. Люди, противостоявшие ему и его политической линии, не подвергались преследованиям после 1956 года. Гомулка определённо не был человеком мести или реванша. …Веслав был чрезвычайно аскетичным, скромным человеком, он ничего не зарабатывал.»

## Память
- В 1983 году в начальной школе № 14 в Кросно (названной его именем), и в 1985 году на доме, где жила его семья (ул. Мостовая, 5) были установлены мемориальные доски в честь В. Гомулки.
- В 1985 году почта ПНР выпустила марку с портретом В.Гомулки в красочной серии, посвящённой 40-летию присоединения "западных земель" (бывших территорий Германии).
- В ноябре 1986 года его бюст был открыт перед Заводом легковых автомобилей, где в 1957—1971 годах он был членом партийной организации.
- Именем Владислава Гомулки названы улицы в Лодзи, Гливице, Бельске-Подляски и Остшешуве (название в Лодзи было изменено в 1990 году; последние две — в 2017 году, в соответствии с так называемым законом о декоммунизации; название улицы в Гливице было изменено в 2018 году).
- Персонаж Владислава Гомулки появился в нескольких фильмах, в том числе: «Солдаты свободы» (1977, роль играл Павел Новиш), «Чёрный четверг» (2011, играл Войцех Пшоняк) и «Пророк» (2022, играл Адам Ференцы). Также был создан художественно-документальный фильм «Товарищ Веслав» режиссёра Петра Борушковского.